# Ischalis cinerea
Ischalis cinerea là một loài bướm đêm trong họ Geometridae.